# Sebastiano Ghezzi

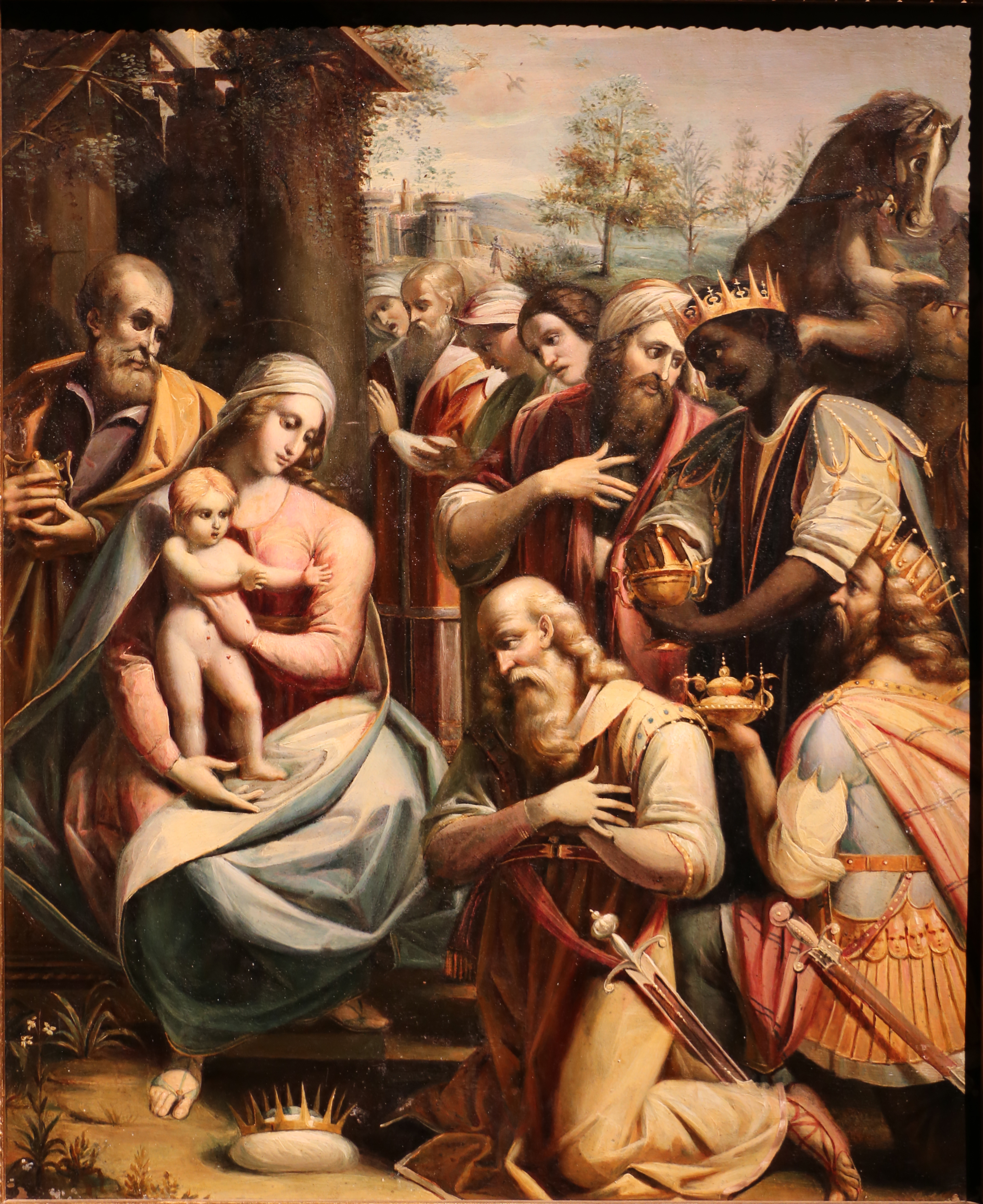
Adorazione dei Magi, Montalto delle Marche

Sebastiano Ghezzi (Comunanza, 1580 – 1645) è stato un pittore e architetto italiano, attivo durante il periodo dell'arte barocca.

## Biografia
Nato a Comunanza (nell'attuale provincia di Ascoli Piceno), ha viaggiato fino a Bologna, dove ha tratto insegnamento nel disegno dal Guercino. Egli divenne famoso come architetto. Venne nominato ingegnere papale da Papa Urbano VIII, e venne nominato Cavaliere della Croce. Suo figlio Giuseppe era famoso come pittore; suo nipote, Pier Leone, è diventato famoso per le sue caricature. Sebastiano affrescò le lunette (1612-1613) nel chiostro di San Domenico ad Ascoli, dove lasciò un autoritratto. Gli affreschi sono attualmente molto rovinati. Egli dipinse anche l'altare maggiore della Chiesa di San Francesco d'Assisi a Comunanza.